# Габит Мусрепов (район)
Габит Мусрепов (на казахски: Ғабит Мүсірепов атындағы аудан; на руски: Район имени Габита Мусрепова) е район в състава на Северноказахстанска област, Казахстан. Административен център на района е село Новоишим (Новоишимское).

## География
Има обща площ 10 090 км2. По територията на района протича река Ишим.
Населението му е от 43 183 души (2015). Основните народности са: 18 319 руснаци (42,4 %), 14 333 казахи (33,2 %), 4697 украинци (10,9 %), 2164 немци (5,0 %), беларуси, татари и др.

## История
Районът е образуван на 28 май 1969 г. като Куйбишевски район в Кокчетавска област, а районният му център е преобразуван от градско селище (городской посёлок) в селище от градски тип и преименуван от Трудовой на Куйбишевский.
На 2 май 1997 г. е разширен със закритите Рузаевски и Чистополски райони и е преименуван на Целинен район, а райцентърът му е преименуван на Новоишимский. На следващия ден 3 май 1997 г. е прехвърлен от състава на закритата Кокчетавска област в състава укрупнената Северноказахстанска област.
На 11 юни 2002 г. е преименуван на район Габит Мусрепов, а райцентърът му е преобразуван в село и е преименуван на Новоишим / Новоишимка (Новоишимское). Новото име на района е в чест на видния казахски писател (романист, драматург), преводач, литературен критик (академик) Габит Мусрепов (1902 – 1985), член на Върховния съвет на СССР и председател на Върховния съвет на Казахската ССР през 1974 – 1975 г.